# Chiesa di Sant'Agata in Trastevere
La chiesa di Sant'Agata in Trastevere è una chiesa di Roma, situata nel rione Trastevere, in via della Lungaretta.

## Storia e arte

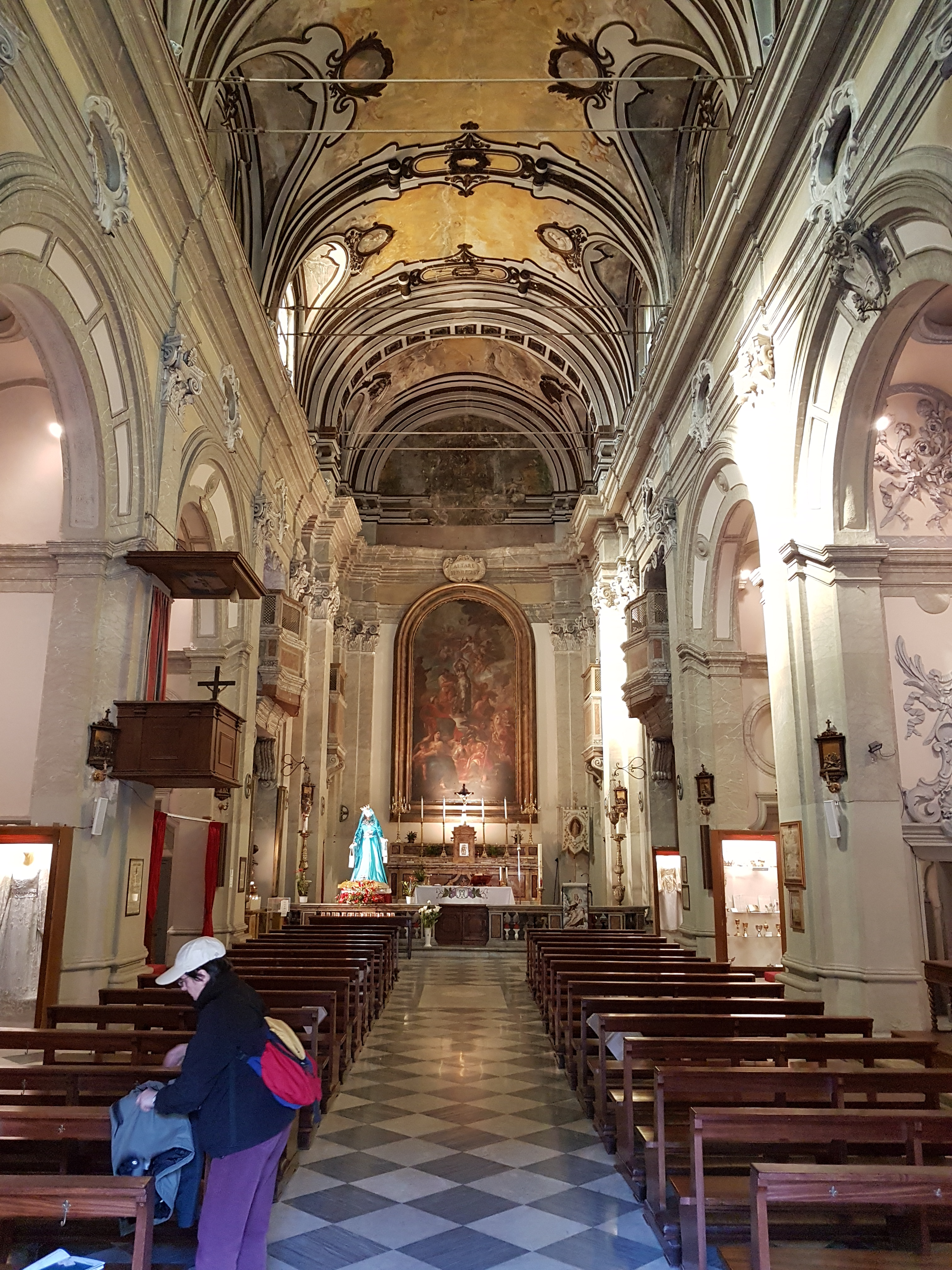
L'interno

La tradizione, che si fonda sul Liber Pontificalis, riferisce che questa chiesa sarebbe stata fondata sulla casa di papa Gregorio II, che la trasformò in edificio religioso, con annesso monastero, in occasione della morte della madre: risalirebbe così all'VIII secolo. La prima informazione storica invece risale al 1121 in una bolla di papa Callisto II.
Nel 1575 papa Gregorio XIII concesse la chiesa all'arciconfraternita della Dottrina Cristiana, fondata nel 1560 da Marco de Sadis Cusani: dal titolo della chiesa, i membri del sodalizio ebbero il nome di "Agatisti". Nel 1725 gli Agatisti confluirono nella congregazione dei Dottrinari di César de Bus.
Nel 1710-1711, sotto il pontificato di Clemente XI, la chiesa fu completamente rifatta da Giacomo Recalcati. In questa occasione essa fu concessa all'Oratorio della Madonna del Carmine, che qui trasportò, nel Novecento, la statua lignea policroma, raffigurante la Madonna del Carmine, popolarmente chiamata la "Madonna de noantri", protettrice del rione di Trastevere.
La facciata della chiesa si presenta in forme tardobarocche. L'interno è a navata unica, con tre cappelle per lato e volta a botte. Vi sono conservate, tra le altre, opere di Girolamo Troppa e Biagio Puccini. Adiacente alla chiesa sono conservati resti di edifici del V secolo e del medioevo.
La chiesa è sede dell'arciconfraternita del Carmine e ogni anno è al centro  della «Festa de' Noantri» che si tiene nel rione Trastevere.